# Tomosvaryella subafricana
Tomosvaryella subafricana är en tvåvingeart som beskrevs av De Meyer 1993. Tomosvaryella subafricana ingår i släktet Tomosvaryella och familjen ögonflugor. Inga underarter finns listade i Catalogue of Life.